# 阿尔瓦罗·蒂托
阿尔瓦罗·蒂托（西班牙語：Álvaro Tito，1962年1月17日—），乌拉圭男子篮球运动员。他曾代表乌拉圭获得1984年夏季奥运会男子篮球比赛第六名。他也参加了1986年世界篮球锦标赛。